# Liste der Bundeswehrstandorte in Sachsen
Die Liste der Bundeswehrstandorte in Sachsen zeigt alle derzeit aktuellen Standorte, in denen Einheiten oder Posten der Bundeswehr im Bundesland Sachsen stationiert sind. Verlegungen der Einheiten zu anderen Standorten, Umbenennung und Auflösungen sowie Schließungen von Liegenschaften bzw. Standorten, sind in Klammern beschrieben. Die Abkürzungen, welche in Klammern hinter der jeweiligen Dienststelle bzw. Teilen von einer solchen aufgeführt sind, kennzeichnen die Zugehörigkeit zur jeweiligen Teilstreitkraft bzw. zum jeweiligen Organisationsbereich und stehen für:
1. Teilstreitkräfte und Zentrale Organisationsbereiche:
Heer (H),
Luftwaffe (L),
Marine (M),
Streitkräftebasis (SKB),
Cyber- und Informationsraum (CIR),
Zentraler Sanitätsdienst (ZSan).
2. Organisationsbereich Ausrüstung, Informationstechnik und Nutzung (AIN).
3. Organisationsbereich Personal (P).
4. Organisationsbereich Infrastruktur, Umweltschutz und Dienstleistungen (IUD).
Die Abkürzung ZMZ steht für die Zivil-Militärische Zusammenarbeit. Verbindungs-Dienststellen der ZMZ sind teilaktiv. Sie werden durch einen Stabsoffizier geführt, welcher als Vertreter der Bundeswehr im Kreis bzw. im Regierungsbezirk fungiert. Er ist mit dem Truppenausweis als Dienstausweis ausgerüstet.
Die Liste enthält außerdem Standorte, die von der Bundeswehr wegen ihrer geringen Dienstpostenanzahl offiziell nicht mehr als „Bundeswehrstandort“ bezeichnet werden. Jedoch sind dort weiterhin Bundeswehrangehörige stationiert. Die Standorte verbleiben lediglich zu Informationszwecken in der Liste. Sie sind in der Auflistung mit dem Zusatz „weniger als 15 Dienstposten“ versehen.

## Standorte
- Delitzsch
  - Feldwebel-Boldt-Kaserne
    - Unteroffizierschule des Heeres (H)
    - Sanitätsversorgungszentrum Delitzsch (ZSan)
    - weitere Dienststellen

- Dresden
  - Graf-Stauffenberg-Kaserne
    - Offizierschule des Heeres (H)
    - Taktikzentrum des Heeres (H)
    - Landeskommando Sachsen (SKB)
    - Sanitätsversorgungszentrum Dresden (ZSan)
    - Teile Bundesamt für Ausrüstung, Informationstechnik und Nutzung der Bundeswehr (AIN)
    - weitere Dienststellen

  - Liegenschaft August-Bebel-Straße 19
    - Bundeswehr-Dienstleistungszentrum Dresden (IUD)
    - Karrierecenter der Bundeswehr (P)

  - Militärhistorisches Museum der Bundeswehr (SKB)

- Frankenberg/Sachsen
  - Wettiner Kaserne
    - Stab Panzergrenadierbrigade 37 (H)
    - Stabs-/Fernmeldekompanie Panzergrenadierbrigade 37 (H)
    - Ausbildungs- und Unterstützungskompanie 371 (H)
    - Sportfördergruppe der Bundeswehr Frankenberg (TerrFüKdoBw)
    - Familienbetreuungszentrum Frankenberg (TerrFüKdoBw)
    - Sanitätsstaffel Einsatz Frankenberg (ZSan)
    - Sanitätsversorgungszentrum Frankenberg (ZSan)
    - weitere Dienststellen
- Königsbrück
  - Teile Flugmedizinisches Institut der Luftwaffe – Abteilung Flugphysiologie (L)
  - weitere Dienststellen

- Königstein (Sächsische Schweiz) (weniger als 15 Dienstposten)
  - weitere Dienststellen

- Leipzig
  - General-Olbricht-Kaserne
    - Ausbildungskommando (H)
    - Kraftfahrausbildungszentrum Leipzig (SKB)
    - 9./Feldjägerregiment 1 (SKB)
    - Familienbetreuungszentrum Leipzig (TerrFüKdoBw)
    - Sanitätsversorgungszentrum Leipzig (ZSan)
    - Facharztzentrum Leipzig (ZSan)
    - Teile MAD-Stelle 7
    - weitere Dienststellen

  - Der Bundeswehrdisziplinaranwalt beim Bundesverwaltungsgericht (R)

- Marienberg
  - Erzgebirgskaserne
    - Panzergrenadierbataillon 371 (ZMZ) (H)
    - Panzergrenadierbataillon 909 (na) (H)
    - Sanitätsversorgungszentrum Marienberg (ZSan)
    - weitere Dienststellen

- Mockrehna (Prüfung Nutzungskonzept bis vrsl. Ende 2019)
  - Munitionslager Mockrehna (SKB)

- Weißkeißel
  - Truppenübungsplatz Oberlausitz (SKB)
  - Bundeswehrfeuerwehr Truppenübungsplatz (IUD)
  - weitere Dienststellen

- Zeithain
  - Kaserne Zeithain
    - Materiallager (SKB)
    - weitere Dienststellen

## Geplante Standorte
- Bernsdorf (Oberlausitz)
  - geplanter Neubau einer Kaserne mit Standortübungsplatz und -schießanlage im Ortsteil Straßgräbchen
    - Logistikbataillon 471 (geplante Neuaufstellung, vorübergehender Standort Camp Oerbke auf dem Truppenübungsplatz Bergen)[2]